# Ружек, Александр Антонович
Александр Антонович Ружек (Кронштадт, Российская империя 04.05.1877 — 22.04.1930, Томск, РСФСР, СССР) — российский контр-адмирал, командующий Балтийским флотом, Волжско-Каспийской военной флотилией. Организатор и участник ледового похода Балтийского флота

## Биография
Александр Антонович Ружек родился в Кронштадте в чешской семье руководителя военного оркестра 17 мая (4 мая по старому стилю) 1877 года. Родители имели сословие почётных граждан.
В 1897 году окончил Морской кадетский корпус в должности мичмана, а затем Минный офицерский класс, получив в 1903 году специальность минного офицера 1 разряда.
В 1908—1912 годах командовал миноносцем «Выносливый».
В 1912—1913 гг. был старшим офицером учебного судна «Николаев».
4 ноября 1913 назначен командиром минного заградителя «Амур».
10 апреля 1916 года ему за отличие присвоено звание капитан 1-го ранга, а 23 ноября 1917 года — контр-адмирала.
В декабре 1917 года избран в состав Центрального комитета Балтийского флота и состоял в нём до его роспуска 4 марта 1918 года.
В период с 23 декабря 1917 по 14 марта 1918 года недолго командовал Балтийским флотом и одновременно являлся начальником его штаба.
23 марта 1918 года зачисляется в Наркомат иностранных дел, а 9 апреля благодаря знанию финского и немецкого языков, а также располагая связями среди местных деятелей, назначается генеральным консулом в Гельсингфорсе, где у него была своя квартира.
Был организатором и участником ледового похода по спасению кораблей Балтийского флота от захвата германскими и финскими войсками и переводу их из Гельсингфорса в Кронштадт.
В 1919 году, по поручению Совнаркома, стал председателем комиссии Нижегородского военного порта и обеспечивал приём и ввод в боевой строй судов Волжско-Каспийской военной флотилии.
12 февраля 1920 года назначен старшим морским начальником Обь-Иртышского района, в апреле стал руководителем Сибирской хлебной экспедиции, а с 1 июня — начальником экспедиции Северного морского пути. 10 апреля 1921 г. его перевели на должность старшего морского начальника Западного района Чёрного моря. Через год, в течение двух месяцев являлся помощником начальника Батумского военно-морского училища, затем командовал посыльным судном «Лётчик», а с августа 1922 года — минным заградителем «Дунай».
С осени 1922 года А. А. Ружек — инспектор морских частей погранвойск ГПУ Украины и Крыма, с 23 апреля 1924 года в течение восьми месяцев командовал крейсером «Коминтерн».
С середины 1924 года был начальником дивизиона канонерских лодок Морских сил Чёрного моря.
В 1926 году отправлен в отставку с назначением персональной пенсии.
С февраля 1926 по 1 сентября 1927 года служил старшим инспектором наркомата Рабоче-Крестьянской инспекции СССР.
Скончался в Томске 22 апреля 1930 года от миокардита.

#### Память
В 2011 году вышла книга «Александр Ружек. Забытый адмирал». Автор — профессор Лев Пичурин.